# Flórián
A Flórián férfinév a latin Florianus rövidülése. Jelentése:  virágos, virágzó. Női párja: Florianna.

## Rokon nevek
- Flóris:[1] a Flórián -s kicsinyítőképzős, önállósult származéka.[2]
- Fóris:[1] a Flórián régi magyar beceneve.[2]

## Gyakorisága
Az 1990-es években a Flórián igen ritka, a Flóris és a Fóris szórványos név volt, a Flórián a 2004–2005-ben a 96., 2009-ben a 100.  leggyakoribb férfinév volt, a másik kettő a 2000-es években nincs az első százban.

## Névnapok
Flórián, Flóris, Fóris
- május 4.

## Híres Flóriánok, Flórisok
- „Flórián” utónevű személyek szócikkeinek listája a Wikidata alapján
- „Flóris” utónevű személyek szócikkeinek listája a Wikidata alapján